# Dezember 1996
Portal Geschichte | Portal Biografien | Aktuelle Ereignisse | Jahreskalender | Tagesartikel

◄ |
19. Jahrhundert |
20. Jahrhundert
| 21. Jahrhundert

◄ |
1960er |
1970er |
1980er |
1990er
| 2000er | 2010er | 2020er | ►

◄ |
1992 |
1993 |
1994 |
1995 |
1996
| 1997 | 1998 | 1999 | 2000 | ►

◄ |
September 1996 |
Oktober 1996 |
November 1996 |
Dezember 1996 |
Januar 1997 |
Februar 1997 |
März 1997 |
►
Dieser Artikel behandelt aktuelle Nachrichten und Ereignisse im Dezember 1996.

## Tagesgeschehen

### Sonntag, 1. Dezember 1996
- Bern/Schweiz: In einer Volksabstimmung lehnen die Stimmberechtigten den Beschluss des Bundes zur Volksinitiative „Gegen die illegale Einwanderung“ ab. Die Schweizerische Volkspartei als Betreiberin der nur knapp zustande gekommenen Initiative forderte u. a., dass ausnahmslos keine Asylverfahren für illegal in die Schweiz eingereiste Personen eingeleitet werden. Zudem lehnen die Teilnehmer der Abstimmung die vorgelegten Änderungen im Arbeitsgesetz ab.[1][2][3]

### Montag, 2. Dezember 1996
- Tokio/Japan: Japan und die Vereinigten Staaten einigen sich über den Abzug der US-Streitkräfte von elf Stützpunkten auf der Insel Okinawa. Zwischen der Schlacht um Okinawa 1945 und dem Jahr 1972 übten die Vereinigten Staaten die volle Souveränität über das südjapanische Territorium aus, und noch immer ist kein vollständiger Rückzug geplant.[4]

### Mittwoch, 4. Dezember 1996

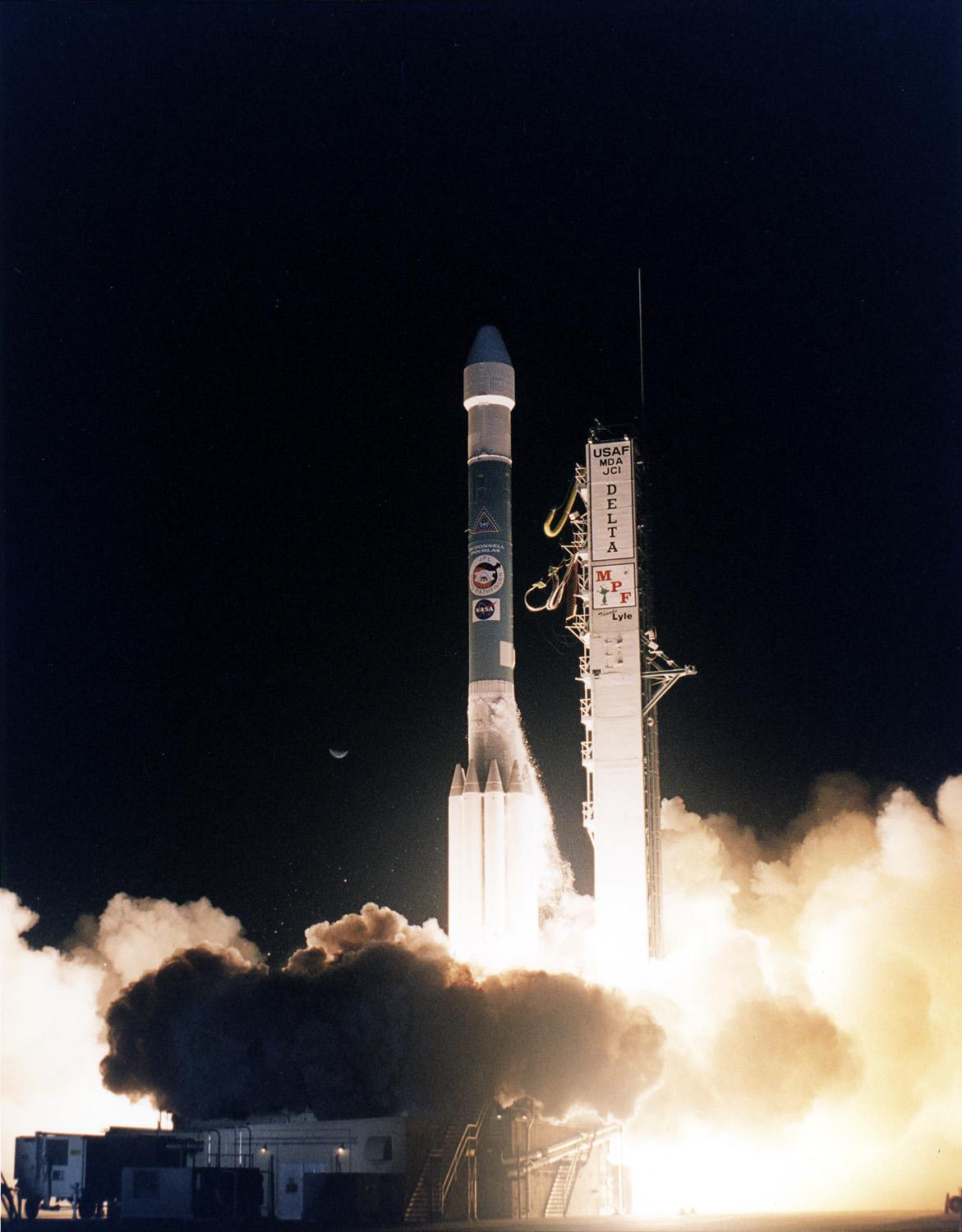
Start des Mars Pathfinders

- Cape Canaveral/Vereinigte Staaten: Mit einer Trägerrakete vom Typ Delta II transportiert die NASA den Mars-Lander Mars Pathfinder ins All. An Bord befindet sich das Roboterfahrzeug Sojourner Truth. Es soll sich auf der von Eisenoxid-Staub bedeckten Mars-Oberfläche bewegen, Daten sammeln und sie zur Erde funken.[5]

### Samstag, 7. Dezember 1996

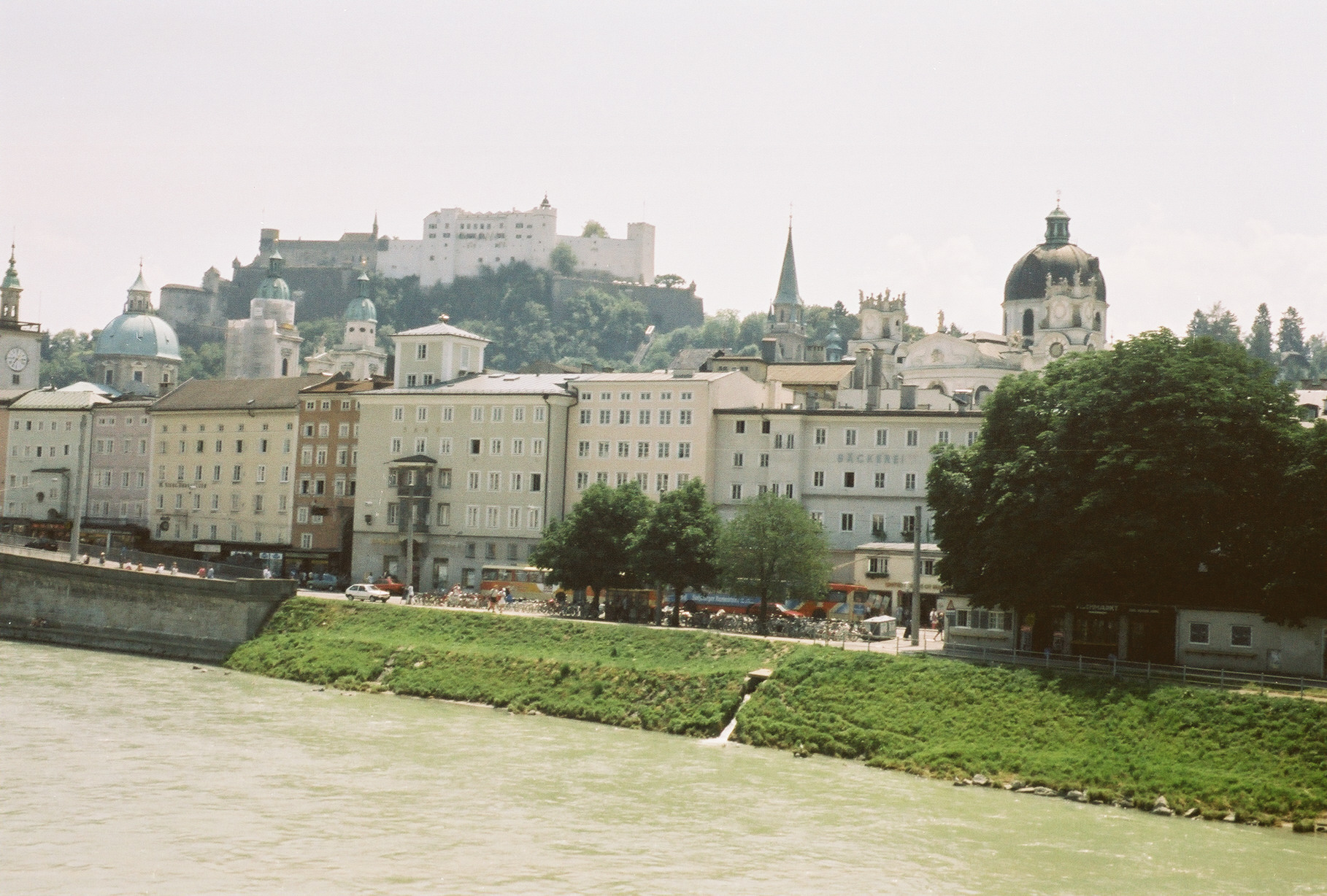
Weltkulturerbe: Altstadt von Salzburg

- Mérida/Mexiko: Die Organisation der Vereinten Nationen für Erziehung, Wissenschaft und Kultur nimmt das Stadtzentrum von Salzburg sowie Schloss und Park Schönbrunn als erste österreichische Einträge in die Liste der UNESCO-Welterbestätten auf.[6]

### Dienstag, 10. Dezember 1996

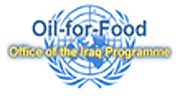
Logo des Öl-für-Lebensmittel-Programms

- Bagdad/Irak: Das Öl-für-Lebensmittel-Programm der Vereinten Nationen (UN) beginnt heute mit achtmonatiger Verzögerung. Die Wirtschaftssanktionen, die der UN-Sicherheitsrat dem Irak 1990 auferlegte, nachdem dieser in Kuwait einmarschiert war, bleiben ganzheitlich bestehen, jedoch kann die Regierung des Irak unter der Treuhandschaft der UN Erlöse aus Erdölexporten gegen den Import von Lebens- und Arzneimitteln verrechnen lassen.[7][8]

### Donnerstag, 12. Dezember 1996
- Bagdad/Irak: Udai Hussein, Sohn des diktatorisch regierenden Präsidenten Saddam Hussein, wird auf einer Ausfahrt mit seinem Sportwagen von sieben Kugeln getroffen. Er überlebt das Attentat. Über Udai Husseins Brutalität kursieren v. a. in Bagdad viele Gerüchte, auch sein Vater distanziert sich von seinem ältesten Sohn.[9]
- Paris/Frankreich: Südkorea wird 29. Mitgliedstaat der Organisation für wirtschaftliche Zusammenarbeit und Entwicklung.[10]

### Freitag, 13. Dezember 1996

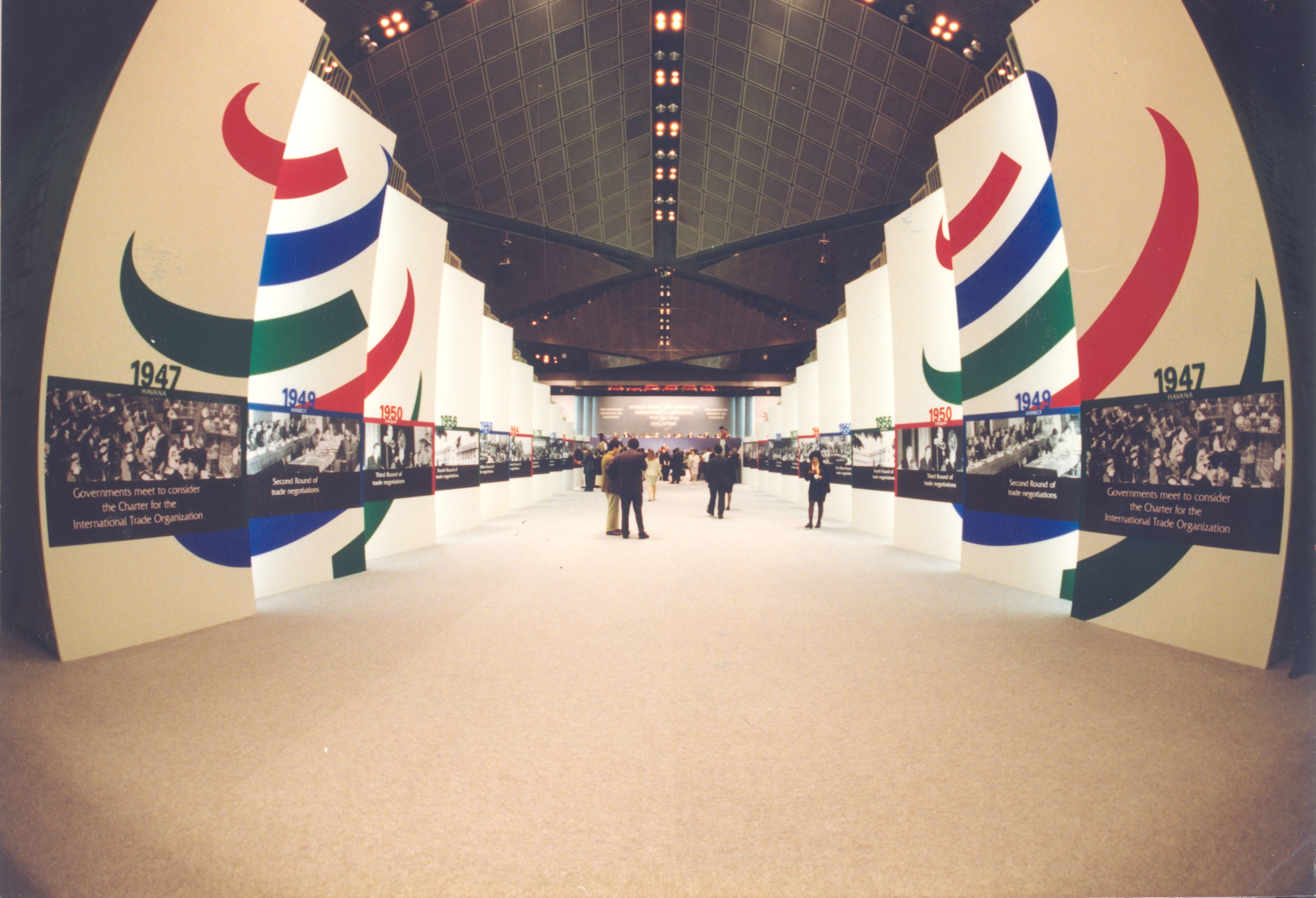
WTO-Treffen in Singapur

- New York/Vereinigte Staaten: Die Generalversammlung der Vereinten Nationen (UN) wählt den ghanaischen Diplomaten Kofi Annan zum Nachfolger des ägyptischen UN-Generalsekretärs Boutros Boutros-Ghali. Der Amtswechsel wird am 1. Januar 1997 erfolgen.[11]
- Singapur/Singapur: Die erste Ministerkonferenz der Mitgliedstaaten der internationalen Welthandelsorganisation (WTO) endet ohne greifbare Ergebnisse. Weder die Aufnahme von Standards für Arbeitsschutz und faire Löhne noch Vorgaben für globale Umweltstandards fanden allseitige Zustimmung zur Aufnahme in das Regelwerk der Organisation, auch darüber hinaus wurden keine neuen Vereinbarungen getroffen.[12][13]

### Sonntag, 15. Dezember 1996
- Seattle, St. Louis/Vereinigte Staaten: Nachdem sich die Luftfahrzeugbauer Boeing und McDonnell Douglas am 3. Dezember darauf einigten, bei der Produktion des stark nachgefragten Modells Boeing 747 zusammenzuarbeiten, geben sie heute Pläne zur vollständigen Fusion der beiden Unternehmen bekannt. Boeing verzeichnete in den letzten Jahren steigende und McDonnel Douglas sinkende Auftragszahlen.[14]

### Dienstag, 17. Dezember 1996
- Lima/Peru: Beim Überfall auf die Residenz des Botschafters von Japan durch Mitglieder der Revolutionären Bewegung Túpac Amaru geraten 483 Personen unmittelbar in Geiselhaft. Am Ende des Tages sind noch weit über 200 Personen in der Gewalt der Angreifer.[15]

### Donnerstag, 19. Dezember 1996
- Bonn/Deutschland: Der Bundesrat billigt mit seiner Zustimmung zum Jahressteuergesetz 1997 den Wegfall der Vermögensteuer, die den Ländern zuletzt Einnahmen in Höhe von jährlich circa 9 Milliarden D-Mark bescherte. Dieser Betrag entspricht 1 % des gesamten Steueraufkommens.[16][17]

### Freitag, 20. Dezember 1996

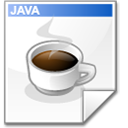
Auch Java-Codes sind Eigentum

- Genf/Schweiz: Die Mitgliedsländer der Weltorganisation für geistiges Eigentum der Vereinten Nationen unterzeichnen den WIPO-Urheberrechtsvertrag. Mit ihm sollen nationale Gesetze zum Urheberrecht auf ein neues internationales Niveau gebracht werden, da sich u. a. in Folge der globalen digitalen Vernetzung die Verstöße gegen das Recht am geistigen Eigentum häufen.[18]

### Samstag, 21. Dezember 1996
- Sofia/Bulgarien: Ministerpräsident Schan Widenow von der Sozialistischen Partei erklärt seinen Rücktritt. Die Regierung des von Hyperinflation geprägten Landes, dessen staatlicher und privater Bankensektor fast gänzlich vor dem Bankrott stehen, verfolgt seit 1995 eine mit dem Internationalen Währungsfonds koordinierte Sparsamkeitspolitik, die letztlich zu einem Massenansturm von Bürgern auf viele Außenstellen staatlicher Banken führte.[19][20]

### Dienstag, 24. Dezember 1996
- Paris/Frankreich: Das Magazin France Football verkündet den Gewinner des Goldenen Balls – ein Journalistenpreis für Europas besten Fußballer. Mit einem knappen Vorsprung auf Ronaldo aus Brasilien siegt der deutsche Europameister Matthias Sammer.[21]

### Donnerstag, 26. Dezember 1996
- Sabah/Malaysia: Überschwemmungen durch den Tropischen Wirbelsturm Greg verwüsten Teile der äußersten Westküste Malaysias auf der Insel Borneo. Die Behörden schätzen, dass mindestens 200 Todesopfer zu beklagen sind. Circa 500 Häuser seien zerstört worden.[22]

### Sonntag, 29. Dezember 1996
- Guatemala-Stadt/Guatemala: Die Regierung Guatemalas und Vertreter der Unidad Revolucionaria Nacional Guatemalteca, ein Zusammenschluss politisch links stehender Rebellengruppen, unterzeichnen einen Friedensvertrag, um den Guatemaltekischen Bürgerkrieg nach 36 Jahren zu beenden.[23]

### Montag, 30. Dezember 1996
- San José/Vereinigte Staaten: Der Software-Hersteller Adobe Systems veröffentlicht den Adobe Flash Player. Die Komponente wird auf dem Betriebssystem installiert und spielt Audio- und Videodateien ab, die z. B. über einen Web-Browser aufgerufen werden.[24]